# Matilda (boek)
Matilda is een kinderboek dat geschreven is door Roald Dahl. Het boek werd in 1988 gepubliceerd en kreeg in 1989 de Prijs van de Nederlandse Kinderjury.

## Het verhaal
Matilda Wurmhout is een jong, slim en ongewoon meisje, dat veel van lezen en rekenen houdt en al jong opvalt door haar uitzonderlijke intelligentie. Matilda's ouders geven echter niets om haar, ze vinden haar alleen vervelend en betweterig. Ze hebben enkel aandacht voor Matilda's oudere broer Michiel. Wanneer iedereen thuis is, wordt er weinig anders gedaan dan samen eten en televisiekijken. 
Matilda's vader heeft een eigen garagebedrijf, maar hij is in werkelijkheid een oplichter die tweedehands auto's verkoopt voor een veel te hoge prijs. Hij laat de auto's schijnbaar goed lopen door zaagsel in de motor te doen, waar zijn klanten pas veel te laat achter komen. Haar moeder is een geblondeerde verwende vrouw die naar de bingo gaat. Meneer Wurmhout probeert Michiel te leren hoe ook hij later mensen kan oplichten met autozwendel. Matilda wil dolgraag lezen, maar haar ouders houden niet van boeken. Matilda wordt lid van de bibliotheek terwijl ze pas vier is.
Meneer Wurmhout scheldt Matilda uit als ze een van zijn winsten voor hem heeft uitgerekend en hij zegt dat ze het moet hebben opgelezen. Een andere keer scheurt hij een bibliotheekboek kapot en laat Matilda voor de schade opdraaien. Matilda besluit haar ouders, en met name haar vader, te straffen voor dit gedrag. Ze doet secondelijm op zijn hoed waardoor meneer Wurmhout die niet afkrijgt en de hoed weg moet laten knippen. Ook verwisselt ze zijn haargel met haar moeders blondeermiddel, zodat hij zijn haar bijna kwijtraakt en het moet verven.
Als Matilda op vijfjarige leeftijd naar de basisschool gaat, ontdekt haar schooljuf, Marije Engel, dat Matilda hoogbegaafd is. Ze sluit een bijzondere vriendschap met juf Engel, die net als de kinderen erg bang is voor het schoolhoofd, een enorm sterke vrouw genaamd Agatha Bulstronk. Dit is tevens iemand met een hartgrondige hekel aan kinderen, ondanks haar baan. Elk kind dat op school komt, wordt door de oudere leerlingen onmiddellijk gewaarschuwd voor deze vrouw. Juf Bulstronk is olympisch kampioen kogelslingeren geweest en demonstreert dit nog steeds graag; tijdens een speelkwartier pakt Bulstronk een meisje dat weigert haar haar te laten knippen beet bij haar vlechten en slingert haar door de lucht. Een van de straffen die Bulstronk uitdeelt is opsluiting in het Stikhok: een smalle kast met spijkers en glasscherven aan de binnenkant, waarin kinderen 2 tot soms wel 24 uur kaarsrecht moeten blijven staan. Een jongen die stiekem van de cake van Bulstronk heeft gesnoept moet voor straf in zijn eentje een reusachtige cake opeten, anders zal hij in het Stikhok worden opgesloten. Bulstronk kan dit allemaal ongestraft doen omdat de verhalen zo absurd zijn dat de ouders hun kinderen simpelweg niet geloven. 
Juf Engel probeert Matilda in een hogere klas te plaatsen, maar Bulstronk wil hier niets van weten. Bulstronk heeft al vanaf het begin een grote hekel aan Matilda omdat ze voor zichzelf durft op te komen en omdat Bulstronk door haar vader is opgelicht. Matilda moet dus noodgedwongen in de eerste klas blijven waar ze zich doodverveelt. Hierdoor kan haar mentale energie geen uitweg vinden en ontwikkelt ze een telekinetische gave. Ze komt hier bij toeval achter als juf Bulstronk een uur komt lesgeven aan Matilda's klas waar ze met terreur regeert. Na een aanvaring tussen Matilda en Bulstronk merkt Matilda ineens dat ze het glas water op de lessenaar op afstand kan omgooien. Iedereen, ook  Bulstronk zelf, denkt dat Bulstronk het glas zelf per ongeluk heeft omgestoten. Na afloop van deze schooldag besluit Matilda bij juf Engel – de enige aan wie ze haar grote geheim durft te vertellen – op bezoek te gaan om over het gebeurde verder te praten. Juf Engel vertelt aan Matilda op haar beurt haar eigen grote geheim: juf Bulstronk is niemand minder dan juf Engels bloedeigen tante, die vroeger ook haar heeft mishandeld en geterroriseerd. Een paar jaar geleden is juf Engels vader Marcus onder onduidelijke omstandigheden gestorven. Daarop heeft juf Bulstronk het ouderlijk huis en het salaris van juf Engel ingepikt, bij gebrek aan een testament van de heer Engel. Volgens juf Bulstronk is dit ter vergoeding van de opvoedkosten die zij voor juf Engel heeft gemaakt.
Matilda besluit nu om haar telekinetische gave te gebruiken om juf Bulstronk te verslaan. De volgende keer dat Bulstronk les komt geven, laat Matilda met behulp van haar gave het krijtje een tekst op het schoolbord schrijven die van juffrouw Engels vader lijkt te komen, en waarin wordt geëist dat "mijn Marije alles terugkrijgt", gevolgd door een impliciete doodsbedreiging. Bulstronk denkt hierdoor dat de geest van Marcus terug is gekomen om zich te wreken. Ze verlaat direct het schoolgebouw en blijkt een dag later de stad te zijn ontvlucht. 
Juf Engel kan nu haar eigen ouderlijk huis weer betrekken, waar gelukkig weinig is veranderd. Matilda's ouders besluiten uiteindelijk naar Spanje te emigreren omdat de grond Matilda's vader wat te heet onder de voeten wordt: zijn autozwendel is ontdekt. Ze hebben nooit veel om Matilda gegeven en laten toe dat zij bij juf Engel gaat inwonen.

## Bewerkingen
- In 1996 werd het boek verfilmd door Danny DeVito, die zelf ook een rol in de film speelt.
- Er is ook een luisterboek van dit boek uitgegeven van ongeveer vier uur (vier cd's). Het voorleeswerk is van Jan Meng.
- In november 2010 werd een musical gebaseerd op het boek uitgebracht getiteld Matilda, A Musical.
- In november 2022 werd een tweede film Matilda uitgebracht over een musical gebaseerd op het boek.